# Simulium conundrum
Simulium conundrum är en tvåvingeart som beskrevs av Adler, Currie och Wood 2004. Simulium conundrum ingår i släktet Simulium och familjen knott. Inga underarter finns listade i Catalogue of Life.